# Maryan Linux
Maryan Linux fue una distribución Linux para computadoras de escritorio y portátiles. Está basada en Ubuntu (distribución Linux) y usa el repositorio de Ubuntu de Canonical Ltd. Esta distribución utiliza por defecto el entorno de escritorio Enlightenment 17 en lugar de Gnome, KDE o XFCE. Maryan Linux está compuesto de muchas aplicaciones que utilizan GTK+. El objetivo principal de Maryan Linux es ser la distribución Linux con escritorio E17 más pulido, amigable con el usuario y su meta principal es ser la distribución con la mejor experiencia "fuera de la caja". También está diseñado para que los usuarios de WIndows no tengan ninguna dificultad en instalarlo y usarlo.
Maryan Linux usa el ambiente de escritorio Enlightenment 17. Maryan Linux es libre de cargo.

## Entregas
| Significados: | Significados: | Significados: | Significados: | Significados:   |
| ------------- | ------------- | ------------- | ------------- | --------------- |
| Sin soporte   | Beta          | RC            | Estable       | Próxima entrega |

| Versión | Nombre Código | Ambiente de escritorio por defecto | Ambientes de escritorios secundarios                                      | Base           | Fecha de lanzamiento |
| ------- | ------------- | ---------------------------------- | ------------------------------------------------------------------------- | -------------- | -------------------- |
| 1.0     | Avicennia     | E17                                | Fluxbox Pekwm Archivado el 13 de febrero de 2018 en Wayback Machine.      | Ubuntu 7.10    | 08/04/2008           |
| 1.0     | Avicennia     | E17                                | Fluxbox Pekwm Archivado el 13 de febrero de 2018 en Wayback Machine.      | Ubuntu 8.04    | 18/07/2008           |
| 1.0     | Avicennia     | E17                                | Fluxbox Pekwm Archivado el 13 de febrero de 2018 en Wayback Machine.      | Ubuntu 8.04    | 1/08/2008            |
| 2.0     | B...          | E17                                | Fluxbox Pekwm Archivado el 13 de febrero de 2018 en Wayback Machine. LXDE | Debian Testing | -                    |

## Logos

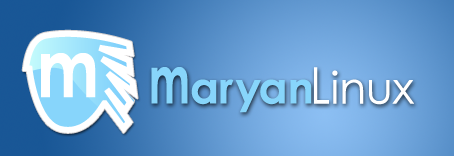
Logo Oficial (Creado por José Rangels)
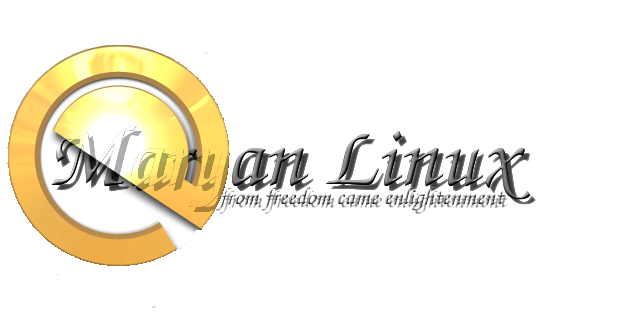
Logo Corporativo (Creado por Agust Verdegal)
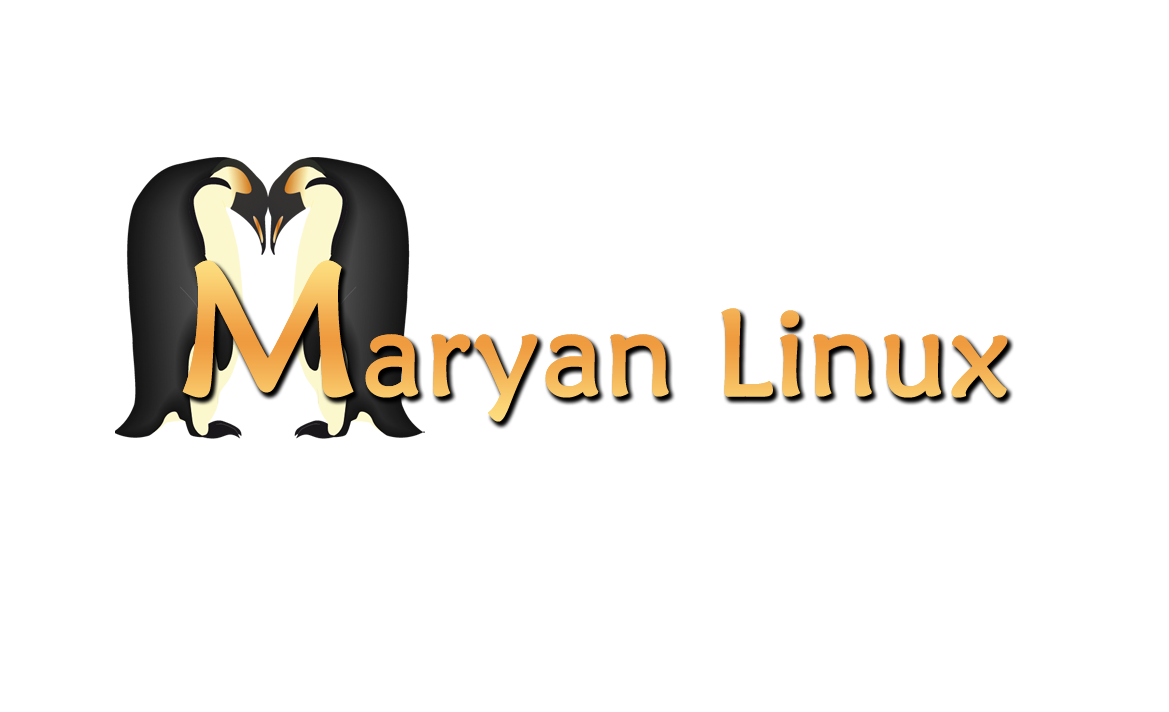
Logo Edición Especial (Creado por Cristina García)
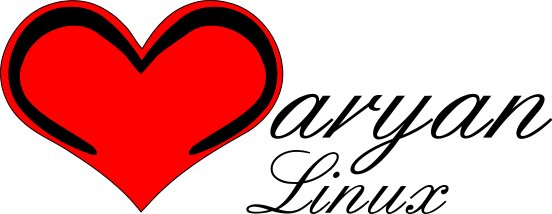
Logo del amor (Creado por Smartboyathome)